# Australian Professional Championship 1963 (II)
Die Australian Professional Championship 1963 war ein professionelles Snookerturnier zur Ermittlung des australischen Profimeisters, das vom 2. bis zum 17. Dezember an verschiedenen Orten in Australien ausgetragen wurde. Titelverteidiger Warren Simpson wurde von Eddie Charlton um den Titel herausgefordert. Das Spiel fand, in zehn Sessions, im Modus Best of 91 Frames statt. Charlton spielte während der Partie ein Break von 107 Punkten, das einzige Century Break der Ausgabe und damit auch das höchste Break des Turnieres. Am Ende ging das enge Spiel in den Decider, den Charlton für sich entschied. Es war der erste von insgesamt fünfzehn Titeln des späteren Rekordsiegers.
| Finale: Best of 91 Frames verschiedene Orte, Australien, 2. bis 17. Dezember 1963 |                |                |
| Warren Simpson                                                                    | 45:46          | Eddie Charlton |
| Die Ergebnisse der einzelnen Frames sind unbekannt.                               |                |                |
| –                                                                                 | Höchstes Break | 107            |
| –                                                                                 | Century-Breaks | 1              |
| –                                                                                 | 50+-Breaks     | –              |